# La Victoria de Imbana
La Victoria de Imbana ist eine Ortschaft und eine Parroquia rural („ländliches Kirchspiel“) im Kanton Zamora der ecuadorianischen Provinz Zamora Chinchipe. Sitz der Verwaltung ist die gleichnamige Ortschaft. Die Parroquia besitzt eine Fläche von 340,13 km². Die Einwohnerzahl lag beim Zensus 2010 bei 1126. Die Parroquia wurde am 14. Juli 1960 eingerichtet.

## Lage
Die Parroquia La Victoria de Imbana liegt an der Ostflanke der Cordillera Real im Südosten von Ecuador. Der Hauptort liegt auf einer Höhe von 2020 m, 30 km nordnordwestlich der Provinzhauptstadt Zamora sowie 18 km nordnordöstlich der Stadt Loja. Von dem Hauptort führt eine einfache Straße zu dem westlich gelegenen Jimbilla und von dort weiter nach Loja. Der Río Tambo Blanco, ein Zufluss des oberen Río Zamora, durchfließt das Areal in südlicher Richtung. Im äußersten Nordwesten erhebt sich der 3132 m hohe Berg Cerro Tambo Blanco. Der Oberlauf des Río Zamora durchquert den äußersten Südwesten der Parroquia in südöstlicher Richtung.
Die Parroquia La Victoria de Imbana grenzt im Nordosten an die Parroquias 28 de Mayo und La Paz (beide im Kanton Yacuambi), im Osten an die Parroquia Guadalupe, im Südosten und im Süden an die Parroquia Sabanilla, im äußersten Südwesten an Loja, im Westen an die Parroquias Jimbilla und San Lucas (beide im Kanton Loja) sowie im äußersten Nordwesten an die Parroquia Urdaneta (Kanton Saraguro, Provinz Loja).

## Comunidades
Neben dem Hauptort gibt es folgende Kommunen („Comunidades“) in der Parroquia: Las Palmas, Bella María, La Unión, La Libertada, Tibio Bajo, Tibio Alto, Tambo Blanco, Los Guabos, El Cristal und San Juan del Oro.

## Ökologie
Das im Jahr 2000 eingerichtete Schutzgebiet Bosque Protector Corazón de Oro liegt in Teilen in der Parroquia.